# Lerkendal
Lerkendal és un districte (en noruec bokmål: bydelene) de la ciutat de Trondheim, comtat de Sør-Trøndelag, Noruega. Els altres districtes són Østbyen, Heimdal i Midtbyen.
El districte limita al nord amb Gløshaugen i Elgeseter, a l'est amb Berg, al sud amb Tempe i a l'oest amb el riu Nidelva. Alguns punts d'interès inclouen la Universitat Noruega de Ciència i Tecnologia (NTNU), SINTEF i l'estadi del Rosenborg BK, Lerkendal Stadion.